# Боуден, Марк
Марк Роберт Боуден (англ. Mark Robert Bowden; род. 17 июля 1951, Сент-Луис, Миссури) — американский журналист, писатель, сценарист.
Известен как автор книги «Black Hawk Down» (1999) о рейде в 1993 году военного отряда США в городе Могадишо, столице Сомали. По книге в 2001 году был снят одноимённый художественный фильм.
Автор нескольких сценариев к фильмам по мотивам своих книг[прояснить].
Лауреат многочисленных литературных премий[каких?]. Победитель многочисленных творческих конкурсов[каких?].